# Olfacció a màquina
L'olfacte a màquina és la simulació automatitzada del sentit de l'olfacte. Una aplicació emergent en l'enginyeria moderna, implica l'ús de robots o altres sistemes automatitzats per analitzar productes químics transportats a l'aire. Aquest aparell s'anomena sovint nas electrònic o nas electrònic. El desenvolupament de l'olfacte de les màquines es complica pel fet que els dispositius de nas electrònics fins ara han respost a un nombre limitat de productes químics, mentre que les olors són produïdes per conjunts únics de compostos odorants (potencialment nombrosos). La tecnologia, tot i que encara està en les primeres etapes de desenvolupament, promet moltes aplicacions, com ara: control de qualitat en el processament d'aliments, detecció i diagnòstic en medicina, detecció de drogues, explosius i altres substàncies perilloses o il·legals, 2] resposta a desastres i vigilància ambiental.
Un tipus de tecnologia d'olfacció de màquina proposada és mitjançant instruments de matriu de sensors de gas capaços de detectar, identificar i mesurar compostos volàtils. No obstant això, un element crític en el desenvolupament d'aquests instruments és l'anàlisi de patrons, i el disseny reeixit d'un sistema d'anàlisi de patrons per a l'olfacte de màquines requereix una consideració acurada dels diversos problemes implicats en el processament de dades multivariants: preprocessament del senyal, extracció de característiques, selecció de característiques, classificació, regressió, agrupació i validació. Un altre repte de la investigació actual sobre l'olfacte de les màquines és la necessitat de predir o estimar la resposta del sensor a les mescles d'aroma. Alguns problemes de reconeixement de patrons en l'olfacte de les màquines, com ara la classificació d'olors i la localització d'olors, es poden resoldre mitjançant mètodes del nucli de sèries temporals.

## Detecció
Hi ha tres tècniques bàsiques de detecció que utilitzen sensors d'olor de polímer conductor (polipirrol), sensors de gas d'òxid d'estany i sensors de microequilibri de cristall de quars. Generalment comprenen (1) una sèrie de sensors d'algun tipus, (2) l'electrònica per interrogar aquests sensors i produir senyals digitals, i (3) programari de processament de dades i interfície d'usuari.
Tot el sistema és un mitjà per convertir les respostes complexes del sensor en un perfil qualitatiu dels volàtils (o barreja complexa de volàtils químics) que formen una olor, en forma de sortida.
Els nassos electrònics convencionals no són instruments analítics en el sentit clàssic i molt pocs afirmen poder quantificar una olor. Aquests instruments primer s'"entrenen" amb l'olor objectiu i després s'utilitzen per "reconèixer" les olors de manera que les mostres futures es puguin identificar com a "bones" o "dolentes".
La investigació sobre mètodes alternatius de reconeixement de patrons per a matrius de sensors químics ha proposat solucions per diferenciar entre l'olfacte artificial i biològica relacionada amb la dimensionalitat. Aquest enfocament d'inspiració biològica implica la creació d'algoritmes únics per al processament de la informació.
Els nassos electrònics són capaços de discriminar entre olors i volàtils d'una àmplia gamma de fonts. La llista següent mostra només algunes de les aplicacions típiques de la tecnologia nasal electrònica; moltes estan avalades per estudis de recerca i documents tècnics publicats.

## Localització d'olors
La localització d'olors és una combinació d'anàlisi d'olors químics quantitatius i algorismes de recerca de camins, i les condicions ambientals tenen un paper vital en la qualitat de la localització. S'estan investigant diferents mètodes amb diversos propòsits i en diferents condicions del món real.
La difusió del vapor químic a través del sòl sense gradient de pressió extern sovint es modela per la segona llei de Fick
{\displaystyle {\frac {\partial C}{\partial t}}=D{\frac {\partial ^{2}C}{\partial d^{2}}}}
on D és la constant de difusió, d és la distància en la direcció de difusió, C és la concentració química i t és el temps.
Suposant que el flux d'olors químics només es dispersa en una direcció amb un perfil de secció transversal uniforme, la relació de la concentració d'olors a una distància determinada i un punt de temps determinat entre les concentracions de la font d'olors es modela com
{\displaystyle {\frac {C}{C_{s}}}=\operatorname {erfc} {\frac {d}{\sqrt {4Dt}}}}
on {\displaystyle C_{s}} és la concentració de la font d'olor. Aquesta és l'equació dinàmica més senzilla en el modelatge de detecció d'olors, ignorant el vent extern o altres interrupcions. Sota el model de propagació dominat per la difusió, es van desenvolupar diferents algorismes simplement fent un seguiment dels gradients de concentració químic per localitzar una font d'olor.

### Motivació
La localització d'olors és la tècnica i el procés de localitzar una font química volàtil en un entorn que conté una o diverses olors. És de vital importància per a tots els éssers vius tant per trobar subsistència com per evitar el perill. A diferència dels altres sentits humans bàsics, el sentit de l'olfacte està totalment basat en productes químics. Tanmateix, en comparació amb les altres dimensions de la percepció, la detecció de l'olor s'enfronta a problemes addicionals a causa de les complexes equacions dinàmiques de l'olor i les pertorbacions externes impredictibles com el vent.

### Aplicació
La tecnologia de localització d'olors és prometedora en moltes aplicacions, com ara:
- control de qualitat en el processament d'aliments (per exemple, taques, deteriorament bacterià0)
- localitzar la font de substàncies perilloses (p. ex.: explosius i agents de guerra química)
- descobrir recursos o perills subterranis
- detectar materials prohibits (p. ex.: detecció de drogues)
- recerca de supervivents de desastres naturals
- vigilància ambiental de contaminants
- diagnòstic precoç de malalties (per exemple, en la malaltia pulmonar obstructiva crònica)